# Bet365
Bet365 ist ein britisches Glücksspielunternehmen, das im Jahr 2000 gegründet wurde. Sein Produktangebot umfasst Sportwetten, Online-Casino, Online-Poker und Online-Bingo. Der Hauptsitz von Bet365 befindet sich in Stoke-on-Trent,⁣ mit einem Nebenbüro in Malta. Bet365 kontrolliert auch den lokalen Fußballverein Stoke City. 

## Geschichte
Bet365 wurde 2000 von Denise Coates gegründet, die den Domainnamen bet365.com für 25.000 US-Dollar von EBay erwarb. Das Unternehmen beruhte auf einer Kette von Wettbüros, welche ihr Vater Peter Coates 1974 gegründet hatte und 1995 von Denise als Managerin übernommen wurden. Bet365 nahm für den Betrieb der Onlineplattform bei der Royal Bank of Scotland einen Kredit in Höhe von 15 Millionen Pfund auf, wobei die Wettbüros der Familie als Sicherheit dienten. 2005 wurde das gemeinsame Unternehmen ein reines Onlinewettunternehmen, nachdem die physischen Standorte für 40 Millionen Pfund veräußert wurden.
Von diesem Schachzug profitierte Bet365, da sich in diesen Jahren Sportwetten im Vereinigten Königreich ins Internet verlagerten. Auch eine Reform des Glücksspielrechts durch die Labour Party begünstigten das Unternehmen. Bet365 war außerdem ein Pionier bei verschiedenen Live- und Kurzzeitwetten (z. B. Wetten auf den nächsten Eckball bei einem Fußballspiel) und einer der ersten Anbieter, bei dem Kunden rund um die Uhr auf Spiele wetten konnten, was das Wachstum ankurbelte. Bet365 verbuchte im Finanzjahr 2006/07 einen Umsatz von 91 Mio. Pfund. Bis 2012 stiegen die Umsätze auch 648 Mio. Pfund an und 2021 lag er bereits bei 2,8 Milliarden Pfund, bei einem Gewinn von 470 Mio. Pfund. Bis 2024 zahlte Bet365 knapp 2,5 Milliarden Pfund an Dividenden und Prämien an Denise Coates aus. Diese Zahlungen in Kombination mit ihren Anteilen an dem Unternehmen machten sie 2024 zur reichsten Frau in Großbritannien.

## International
2018 verlegte Bet365 wegen des Brexits seinen rechtlichen Hauptsitz von Gibraltar nach Malta. Das Unternehmen betreibt Standorte in Gibraltar, Sliema, Sofia, Manchester und Stoke-on-Trent. Bet365 ist außerhalb des Vereinigten Königreichs in den folgenden Ländern tätig:
- Australien (2012)
- Dänemark (2012)
- Spanien (2012)
- Italien (2014)
- Bulgarien (2016)
- Zypern (2016)
- Estland (2018)
- Schweden (2019)
- Vereinigte Staaten (2019)
- Deutschland (2021)
- Niederlande (2021)
- Argentinien (2022)
- Kolumbien (2022)

## Sponsoring
Bet365 ist eng mit der Stadt Stoke-on-Trent verbunden, wo das Unternehmen für knapp ein Zehntel aller Arbeitsplätze verantwortlich ist. 2006 erwarb Bet365 den Fußballverein Stoke City für eine Summe von 1,7 Millionen Pfund, wobei Peter Coates bereits seit 1985 Mehrheitseigner des Klubs war. Der Vorsitzende von Bet365, Peter Coates, war auch Vorsitzender von Stoke City, und im Mai 2012 unterzeichnete Bet365 einen Vertrag mit dem Verein, um Trikotsponsor zu werden. Im April 2016 wurde das Unternehmen auch Namensgeber für das Britannia Stadium, welches in bet365 Stadium umbenannt wurde. Die Coates haben auch die Auswärtsfahrten von Fans des Klubs mitfinanziert.
In Großbritannien ist das Gesicht von Bet365 seit 2010 der Schauspieler Ray Winstone.